# Оґродно
Оґродно (пол. Ogrodno, нім. Kavelsberg) — село в Польщі, у гміні Полчин-Здруй Свідвинського повіту Західнопоморського воєводства.
Населення — 195 осіб (2011).

## Демографія
Демографічна структура станом на 31 березня 2011 року:
|          | Загалом | Допрацездатний вік | Працездатний вік | Постпрацездатний вік |
| -------- | ------- | ------------------ | ---------------- | -------------------- |
| Чоловіки | 93      | 22                 | 62               | 9                    |
| Жінки    | 102     | 30                 | 56               | 16                   |
| Разом    | 195     | 52                 | 118              | 25                   |